# Joachim Murat
Joachim Murat, född den 25 mars 1767 i La Bastide-Fournière (numera La Bastide-Murat), nära Cahors i Frankrike, död den 13 oktober 1815 i Pizzo i Kalabrien, Italien, var en fransk militär och statsman under revolutionskrigen och Napoleonkrigen. Han utnämndes till marskalk av Frankrike 1804, storhertig av Berg och Kleve 1806 och var 1808–1815 kung av Neapel. År 1800 gifte han sig med Napoleon I:s yngsta syster Caroline Bonaparte.

## Biografi
Murat var son till en värdshusvärd i La Bastide-Fournière, född sist av elva barn. På värdshuset fick den unge Murat ta hand om gästernas hästar. Troligtvis uppstod redan här hans intresse för kavalleriet. Först studerade han dock kanonisk rätt i Toulouse, men anslöt sig 1787 till Ardennerregementet, där han dock efter en tid blev hemskickad för insubordination. I samband med franska revolutionens utbrott tog han 1789 tjänst i kungens konstitutionella garde. Han bytte snart till reguljära armén och blev officer 1792. Han kom att spela en viktig roll 1795 då han på Napoleons order genomförde det mirakulösa uppdraget att hämta de kanoner som sedan räddade nationalkonventets medlemmar från den rojalistiska pöbelns angrepp. Genom denna händelse räddades revolutionen och där klev Napoleon fram på historiens scen.
Murat ledde kavalleriet vid Napoleons expeditioner i Italien 1796–1798. När hans närmaste befälhavare General Stengel dödades i strid, tvekade Murat inte att själv ta befälet. Genom sitt mod och formidabla kavallerichocker, bl.a. i Rovereto och Bassano, utnämndes Murat till divisionsgeneral 1799. 
Han ledde kavalleriet under fälttåget mot Egypten under Napoleon 1798–1799. Framförallt utmärkte han sig i slaget vid pyramiderna och i det sista slaget vid Aboukir. Han blev sårad i ansiktet men lyckades ta fiendens ledare Mustafa Pasha till fånga. Den senaste segern uppskattades av Napoleon som rapporterade: "Segern ska framförallt tillskrivas General Murat; hans kavalleribrigad gjorde det omöjliga". Detta gjorde att Napoleon kunde återvända till Frankrike som segrare. Murat följde med honom tillbaka.
Murat deltog i brumairekuppen som kommendant för konsulsgardet 1799. Utan Murats resoluta uppträdande, när han under vapenhot upplöste Nationalförsamlingen, hade kuppen kunnat misslyckas och Napoleon hade inte kunnat ta makten.
Napoleons favoritsyster Caroline förälskade sig i Murat. Trots att Napoleon var tveksam, godkände han giftermålet. Paret fick fyra barn, men det uppstod med tiden slitningar i äktenskapet.
Murat komponerade åt sig själv uppseende eleganta och pråliga uniformer, ofta med en vit fjäderplym i hatten. Uniformerna kunde te sig teatraliska, kanske löjeväckande, och Napoleon kunde kritisera honom och kalla honom cirkusartist. Men de glänsande uniformerna var inte bara fåfänga; de passade hans image och fick hans soldater att känna igen och följa honom. Hans ledarförmåga, kraftfullhet och odiskutabla mod samt kyla i strid bidrog till hans nästan legendariska ryktbarhet och väckte också beundran hos fienden.
Vid ett tillfälle, då en ung rysk soldat ämnade öppna eld mot den väl synlige Murat, hindrades han av en äldre kollega: "Vad gör du, din olycka! Det passar sig inte att skjuta på en sådan man!
Murat förde befälet över kavalleriet och kom att fälla utslag i flera viktiga drabbningar såsom slagen vid Marengo, Ulm, Austerlitz, Jena, Eylau och Friedland.
Vid slaget vid Ulm 1805 förföljde han de flyende österrikarna i fem dagar över 18 mil och 8 bataljer, varvid han to 15.000 fångar. Österrikarna hade minerat en bro, men Murat lyckades lura dem att en vapenvila redan inletts, varvid österrikarna lämnade fältet fritt för fransmännen. 
Efter slaget vid Jena 1806 förföljde han och besegrade tre preussiska arméer varefter han rapporterade till Napoleon: "Sire, striden har upphört på grund av brist på stridande". 
Murat utmärkte sig speciellt i slaget vid Eylau 1807. När fransmännen hotades att överflyglas av fienden, sade Napoleon till Murat: " Tänker du låta oss uppslukas av de där människorna?" (Nous laiisseras-tu dévorer par ces gens-là?). Murat behövde inte vidare order. Han ledde 12 000 man i en av historiens största kavalleriattacker, vilket avgjorde slaget. 
Även om hans kollegor uppskattade hans mod och handlingskraft, ansågs han inte som en framgångsrik strateg. Han lär ha sagt "Jag gör upp mina planer framför fienden"
Napoleon utnämnde Murat den 18 maj 1804 till marskalk av Frankrike och 1805 till furste inom kejsardömets adel. Den 15 mars 1806 utnämndes han till storhertig av Berg och Cleve, 1808 till befälhavare över arméerna på Pyreneiska halvön. Här slog han hårdhänt ner ett uppror i Madrid, vilket förstärkte missnöjet med fransmännens närvaro och inledde spanjorernas gerillakrig mot Frankrike. Murat hade önskat bli Kung av Spanien, men Napoleon utsåg i stället sin bror Joseph, vilket gjorde Murat och hans hustru oerhört besvikna. Dock utsågs han den 1 augusti samma år av Napoleon till Joseph Bonapartes efterträdare som kung av Kungariket Neapel och Sicilien.  
Även om Napoleon betraktade utnämningen av Murat till kung av Neapel mer som en gåva till sin syster Caroline, tog Murat ämbetet på största allvar, särskilt som han överraskades av invånarnas entusiastiska mottagande av en ryktbar krigare. 
Här började han en ivrig reformverksamhet: att avskaffa feodalväsendet, införa Code Napoléon, bekämpa rövarband och främja kulturen, bl.a. genom att starta utgrävningar av Herculaneum. Överlag visade han sig vara en framgångsrik administratör. 
Murat kom med tiden på spänd fot med Napoleon, som ofta nedvärderade och kritiserade honom även om han fick höga utmärkelser. Flera gånger motsatte sig Murat Napoleons planer, t.ex. vid den olagliga avrättningen av Hertigen av Enghien och Napoleons giftermål med Marie-Louise av Österrike. Situationen blev inte mindre komplicerad genom att en del högt uppsatta personer såg Murat som Napoleons efterträdare om denne skulle dö utan arvingar. 
Murat erhöll dock överbefälet över kavalleriet under det ryska fälttåget 1812, då han i slaget vid Borodino och i synnerhet vid betäckningen av återtåget visade prov på sin djärva taktiska konst. Efter förlusten vid slaget vid Leipzig 1813 inledde Murat separatförhandlingar med von Metternich. Den 11 januari 1814 slöt han ett fördrag med Österrike, vilket garanterade honom tronen i Neapel. Hans motiv till detta var att säkra sin tron och kungadömets självständighet, då han börjat tvivla på Napoleons oövervinnerlighet. Då hans planer inte godkändes under Wienkongressen, besatte han efter Napoleons återvändande under de hundra dagarna Kyrkostaten.
Efter att Murat inlett fälttåget mot Österrike och vunnit några slag tvingades han till reträtt och besegrades i en avgörande drabbning vid Tolentino den 2–3 maj 1815, varpå han flydde till Korsika och sedan till Frankrike, där Napoleon vägrade träffa honom. I oktober 1815 gjorde han ett sista försök att återta tronen. Han landsteg i Pizzo i Kalabrien tillsammans med några trogna anhängare och hoppades kunna starta en resning för ett framtida enat Italien. Företaget var illa förberett, och han fick inte det stöd från befolkningen han förväntat sig. Han arresterades och dömdes till arkebusering. Trogen sitt sätt att vara, gav han själv order till exekutionspatrullen att sikta mot hjärtat men skona ansiktet.
Även om Napoleon aldrig förlät Murat vad han såg som förräderi, beklagade han att han inte haft Murat vid sin sida under slaget vid Waterloo. Han skrev: "Alltid i täten på kavalleriet, man såg aldrig någon mer beslutsam, mer tapper och därtill briljant".
Murat var en av Napoleons och historiens främsta kavalleriofficerare. Han var modig intill dumdristighet, en karismatisk och framgångsrik ledare, respekterad både av sina och fiendens soldater. Men han var också hetlevrad, fåfäng och ärelysten.